# HIRO T'S MORNING JAM
『HIRO T'S MORNING JAM』（ヒロティーズ・モーニング・ジャム）は、FM802が月曜から木曜の6:00 - 11:00に放送していたラジオ番組。番組タイトルのHIRO T（ヒロT）は、ヒロ寺平（DJ兼ディレクター）の愛称にちなんでいる。
1999年10月放送開始。2012年3月までは、『HIRO T'S FRIDAY MORNING JAM』（ヒロティーズ・フライデー・モーニングジャム、以下FRIDAY-）というタイトルで、金曜日にも放送されていた。

## 概要
1989年6月の開局から平日の午前中に長らく放送していた『AMUSIC MORNING』（月 - 木曜日6:00 - 10:00、DJ・ジーン長尾）と『FRIDAY AMUSIC ISLANDS』（金曜6:00 - 19:00、DJ・寺平）が1999年9月で終了し、その後継番組として『FRIDAY AMUSIC ISLANDS』のDJであった寺平が登板して始まった。
前番組同様、DJの寺平はディレクターを兼ね、スタジオではなくサブフロアから出演。出演・構成・選曲を1人でこなすアメリカンスタイルで生放送を実施した。
番組開始当初から長きにわたり、前番組のフォーマットを引き継いだ。『MORNING JAM』では「SOUND FUCTORY」「MUSIC JOURNEY」など、『FRIDAY-』では「WEEKEND FUN」「CROSSPOINT OSAKA」「YESTER...MEMORIES」「REQUEST TOP5」などがそれに当たる。また、オープニングのタイトルコールを番組開始の6:00ではなく7:00に流すことも引き継いでいた。
2008年10月の番組改編で、全曜日の放送時間を5時間に統一。「5×5（ごかけご）」を改編のキャッチフレーズに掲げ、プレゼントキーワードに用いたりしていた。

### 番組の終了・寺平のFM802卒業
番組開始から13年半が経った2012年3月、『FRIDAY-』の放送が終了。またその1年後の2013年3月28日に『MORNING JAM』も14年半の歴史に幕を閉じた。開局時からのDJだった寺平はFM802を卒業し、同局が運営するFM COCOLOに移り、『HIRO T'S AMUSIC MORNING』（2013年4月 - 2019年9月、月 - 木曜日6:00 - 11:00）で引き続きDJを務めていた。

## DJ
- ヒロ寺平

ピンチヒッター
- 2009年11月9日～13日の放送は、ヒロが5年ぶりに休暇を取ったため、下記の代役が立てられた。
  - 9・10日（月・火） - 大抜卓人
  - 11日（水） - 山添まり
  - 12日（木） - 西田新
  - 13日（金） - 加藤真樹子

## 放送時間
| 年度                   | 『MORNING JAM』 | 『FRIDAY MORNING JAM』 |
| ---------------------- | --------------- | ---------------------- |
| 開始 - 2008年10月      | 6:00 - 10:00    | 6:00 - 12:00           |
| 2008年10月 - 2012年3月 | 6:00 - 11:00    | 6:00 - 11:00           |
| 2012年4月 - 2013年3月  | 6:00 - 11:00    | （放送なし）           |

祝日は『FM802 HOLIDAY SPECIAL』（放送時間は最大9時間）を放送するため10:00までの短縮放送となることがあった。以前はほぼ毎回短縮になっていたが、晩期は祝日でも長時間ではなく2～4時間の特別番組を編成することが増え、短縮することは減っていた。

## 番組フォーマット
|                                             | MORNING JAM （2013年3月時点）               | MORNING JAM （2013年3月時点）               | MORNING JAM （2013年3月時点）               | MORNING JAM （2013年3月時点）               | FRIDAY MORNING JAM （2012年3月時点）        |
|                                             | 月曜日                                      | 火曜日                                      | 水曜日                                      | 木曜日                                      | 金曜日                                      |
| ------------------------------------------- | ------------------------------------------- | ------------------------------------------- | ------------------------------------------- | ------------------------------------------- | ------------------------------------------- |
| 06:00                                       | 時報とともにスタート（ジングルなし）        | 時報とともにスタート（ジングルなし）        | 時報とともにスタート（ジングルなし）        | 時報とともにスタート（ジングルなし）        | 時報とともにスタート（ジングルなし）        |
| 月-木曜日 06:08 金曜日 06:10                | Headline News、Weather Information          | Headline News、Weather Information          | Headline News、Weather Information          | Headline News、Weather Information          | Headline News、Weather Information          |
| 06:15 - 06:45                               | MUSIC SHOWER                                | MUSIC SHOWER                                | MUSIC SHOWER                                | MUSIC SHOWER                                |                                             |
| 06:20 - 06:25                               |                                             |                                             | サラヤ FEEL WATER みず曜日（1）             |                                             |                                             |
| 06:35                                       | Trafic Information                          | Trafic Information                          | Trafic Information                          | Trafic Information                          | Trafic Information                          |
| 07:00                                       | 時報・オープニング、誕生日の花と花言葉      | 時報・オープニング、誕生日の花と花言葉      | 時報・オープニング、誕生日の花と花言葉      | 時報・オープニング、誕生日の花と花言葉      | 時報・オープニング、誕生日の花と花言葉      |
| 07:05                                       | Headline News、Weather Information          | Headline News、Weather Information          | Headline News、Weather Information          | Headline News、Weather Information          | Headline News、Weather Information          |
| 07:10 - 07:15                               |                                             |                                             | サラヤ FEEL WATER みず曜日（2）             |                                             |                                             |
| 月 - 木曜日 07:17 金曜日 07:15              | Trafic Information                          | Trafic Information                          | Trafic Information                          | Trafic Information                          | Trafic Information                          |
| 07:20 -                                     |                                             |                                             |                                             |                                             | SUNSTAR WEEKEND FUN                         |
| 07:30 - 07:35                               | TOPICS CHOTTO 5                             | TOPICS CHOTTO 5                             | TOPICS CHOTTO 5                             | TOPICS CHOTTO 5                             | SUNSTAR WEEKEND FUN                         |
| 07:35                                       | Trafic Information                          | Trafic Information                          | Trafic Information                          | Trafic Information                          | SUNSTAR WEEKEND FUN                         |
| 07:50                                       | Trafic Information                          | Trafic Information                          | Trafic Information                          | Trafic Information                          | Trafic Information                          |
| 07:57                                       | Headline News、Weather Information          | Headline News、Weather Information          | Headline News、Weather Information          | Headline News、Weather Information          | Headline News、Weather Information          |
| 08:02                                       | ガオガオちゃん・お誕生日のコーナー          | ガオガオちゃん・お誕生日のコーナー          | ガオガオちゃん・お誕生日のコーナー          | ガオガオちゃん・お誕生日のコーナー          | ガオガオちゃん・お誕生日のコーナー          |
| 月 - 木曜日 08:07 金 08:05                  | Trafic Information                          | Trafic Information                          | Trafic Information                          | Trafic Information                          | Trafic Information                          |
| 08:10                                       | GOLDのコーナー                              | GOLDのコーナー                              | GOLDのコーナー                              | GOLDのコーナー                              | T's OnePoint English                        |
| 08:15 - 08:45                               |                                             |                                             |                                             |                                             | CROSSPOINT OSAKA                            |
| 月 - 木曜日 08:35 金曜日 08:30              | Trafic Information                          | Trafic Information                          | Trafic Information                          | Trafic Information                          | Trafic Information                          |
| 08:50                                       | Headline News、Trafic Information           | Headline News、Trafic Information           | Headline News、Trafic Information           | Headline News、Trafic Information           | Headline News、Trafic Information           |
| 09:00                                       | 時報、リクエスト                            | 時報、リクエスト                            | 時報、リクエスト                            | 時報、リクエスト                            | 時報、リクエスト                            |
| 09:05 - 09:09                               | GOGEN NO TABI -語源の旅-                    | GOGEN NO TABI -語源の旅-                    | GOGEN NO TABI -語源の旅-                    | GOGEN NO TABI -語源の旅-                    | GOGEN NO TABI -語源の旅-                    |
| 月 - 木曜日 09:10 金曜日 09:14              | Trafic Information                          | Trafic Information                          | Trafic Information                          | Trafic Information                          | Trafic Information                          |
| 09:15 - 09:20                               | NIPPON EXPRESS NEWS&TOPICS ひとまとめボード | NIPPON EXPRESS NEWS&TOPICS ひとまとめボード | NIPPON EXPRESS NEWS&TOPICS ひとまとめボード | NIPPON EXPRESS NEWS&TOPICS ひとまとめボード | NIPPON EXPRESS NEWS&TOPICS ひとまとめボード |
| 09:20 - 09:25                               |                                             |                                             | サラヤ FEEL WATER みず曜日（3）             |                                             |                                             |
| 09:25                                       | ゲストコーナー（随時）                      | ゲストコーナー（随時）                      | ゲストコーナー（随時）                      | ゲストコーナー（随時）                      | ゲストコーナー（随時）                      |
| 10時台 - 大人ゾーン、ゲストコーナー（随時） |                                             |                                             |                                             |                                             |                                             |
| 10:00                                       | 時報                                        | 時報                                        | 時報                                        | 時報                                        | 時報                                        |
| 10:00 - 10:20                               | セブンイレブン LIFE-POWER STYLE!            |                                             |                                             |                                             |                                             |
| 月 - 木曜日 10:22 金曜日 10:30              | Trafic Information                          | Trafic Information                          | Trafic Information                          | Trafic Information                          | Trafic Information                          |
| 月 - 木曜日 10:46 金曜日 10:36              | Weather Information                         | Weather Information                         | Weather Information                         | Weather Information                         | Weather Information                         |
| 金曜日10:48                                 |                                             |                                             |                                             |                                             | Trafic Information                          |
| 10:56                                       | エンディング                                | エンディング                                | エンディング                                | エンディング                                | エンディング                                |

## 終了時点での主なコーナー

### 通し企画
チョラッキーくん
平日午前8時の時報はない。2003年に寺平が阪神タイガースファンになり、8時2分(08:02)に虎の雄叫び（チョラッキーくん）を流して、阪神の話題を取り上げるようになった。8時2分00秒に合わせるため、ニュース・ウェザー担当のアナウンサーの声にかぶせながら802ジングルが流れることもある。しかし、2010年夏頃からWeather Informationにスポンサー(CM)が付いているため、かぶせジングルを聴くことはできない。
お誕生日のコーナー
誕生日を迎えたアーティストを紹介し、ゆかりの1曲を放送（該当するアーティストがいない場合や「GOLD」で放送する場合、リクエストが採用される）。そのあと、「今日お誕生日を迎えたみんなに大声で行きましょう、HAPPY BIRTHDAY TO YOU!!（2006年5月頃までは「TO YOU ALL!!」）というコールの後、過去のゲストなどによるおめでとうメッセージを放送する。2010年9月まで当日誕生日を迎えた人のホロスコープ（占い）が紹介されていた。締めくくりのジングルは、FRIDAY AMUSIC ISLANDS12時台コーナー『NIPPONHAM POWER BEAT LUNCH』の最後に流れていたものを使用していた。
AMUSIC MORNING時代の同時間帯では、ジーン長尾がバースデーリスナーの名前を1人ずつ言っていた。MORNING JAM開始当時もそのスタイルを引き継いだが、「ゆずのものまねでお願いします」「新庄選手でお願いします」「ドラえもんでお願いします」などリスナーのものまね要求が日増しにエスカレートしたため、2002年3月をもってこのスタイルは終了。
GOGEN NO TABI -語源の旅-
語源について、語源辞典を紐解いて紹介する。番組初期からの長寿コーナー。
NEWS&TOPICS ひとまとめボード
放送されなかった分も含めて、ニュース原稿をDJがまとめて紹介。ゲストが来ると9時台の冒頭で放送。

### 月 - 木曜日
MUSIC SHOWER
6時台のコーナー。カウントダウン形式で紹介する。
REQUEST チョット5
前日（月曜は前週）のリクエスト上位5曲を紹介。1位はフルコーラスで放送。
TOPICS CHOTTO 5
その日のニュースからDJが選んだ5つを紹介。2008年11月17日から7時台に移動。（それまでは6時台）
GOLDのコーナー
洋楽の輝かしい名曲（GOLD）を2曲放送。2000年10月から。
大人ゾーン
2008年10月の改編で月-木が1時間拡大されたことで、この時間帯（10時台）の選曲は洋楽をメインにほぼノンストップでオンエアしている。また、随時ゲストコーナーにもあてている。
Lipo-D Sound Factory
大正製薬提供のコーナー　ワンポイント英会話のミニコーナーもあった。
TOYOTA MUSIC JOURNEY
トヨタ自動車提供のコーナー　毎週テーマに沿ったリクエストとメッセージを紹介するコーナー。毎週木曜日に大賞を1名決定し、受賞者には、ヒロ寺平の声が入った目覚まし時計がプレゼントされる。大賞発表後に、ヒロ本人が目覚まし時計にメッセージを吹き込んでいた。

### 水曜日
FEEL WATER みず曜日
6時台、7時台、9時台に各5分間、「水の都、大阪」にあわせて水に関する話題と水に関する1曲を流すコーナー。
2008年夏の毎週水曜日に同様のことをしていたが、その後正式コーナーとしてリニューアル。

### FRIDAY-
WEEKEND FUN
週末のイベント、お出かけ情報を中心に放送。
CROSSPOINT OSAKA
週末に開催されるコンサート、チケット発売情報を中心に放送。定期的に神戸メリケンパークオリエンタルホテルがスポンサーとなる。
T's OnePoint English
ワンポイント・イングリッシュ（英会話）コーナー。なお、ベルリッツ提供の同様のコーナーを放送していた過去を持つ。2006年10月からGOLDのコーナーとあわせて放送。開始当初は毎日放送されていたが、2008年10月からは金曜日のみに縮小。
YESTER...MEMORIES
あるアーティストを特集し、寺平がセレクトした曲をノンストップでオンエア。コーナーエンドではそのアーティストのアルバムが抽選で当たるプレゼントの告知あり。
2009年6月26日の放送では、RIP SLYMEを特集する予定だったが、当日にマイケル・ジャクソンが急死したことにより急遽マイケル･ジャクソン特集に変わった。

## 過去のコーナー

### 木曜日
Panasonic Relax+Smooth Frame
大人ゾーンの10時台で特に耳に優しい音楽とリラックスできる空間を提供する時間。また、女優の小雪による生活情報もある。(2010年8月-10月、10:00-10:20放送)

### FRIDAY-
WEEKLY REQUEST TOP5
2008年9月まで。一週間を通じてリクエストされた総数をもとにTOP5を決めてオンエア。2006年4月～2007年3月の間はNTT西日本提供だった。

## ゲスト
- アーティストを中心に、多種多様な著名人が出演している。9時台後半、もしくは水・木曜日の10時台後半に出演することが多かった。ゲストによる生演奏もある。aiko、森山直太朗など、エンディングまで出演する人や、月詣りと称し定期的に登場する人もいた。
  - 押尾コータローは、メジャーデビュー直後に当番組で寺平がオリジナル曲を積極的に放送したことが縁で、アルバム発売など記念の日に出演。mawariは、毎月特定の日を『mawariの日』として登場していた。A-Showは1年間毎週1回スタジオライブのためだけに出演。『FRIDAY-』を放送していた時期には、ゆずやFried Prideが全曜日に登場していた。
  - 森山は、「直太朗」の名義で活動した時期に、月に1回のペースで18ヶ月続けて登場していた。現在では、わたなべゆうが、同様のパターンで毎月出演している。
- 2010年1月13日には、当時『ちちんぷいぷい』の月・火曜総合司会を務めていた角淳一が、ゲストとしてFM802の番組へ初めて出演した。「すごくおいしいうた」（『ぷいぷい』初プロデュースのCDアルバム）のPRを兼ねた出演で、当日の『ぷいぷい』でも802のスタジオ風景が放送された。

## お出かけRadio
- 時々スタジオを飛び出して、外から生放送を行うことがある。過去に行った場所は以下の通り。
  - スキージャム勝山 - 毎年1月10日前後の金曜日に行っていた。
  - 京阪京橋駅 - ゲストに森山直太朗が出演。
  - JR京都駅
  - 須磨海水浴場
  - 東京ディズニーリゾート